# Jimmy Feigen
James (Jimmy) Feigen (Hilo, 26 september 1989) is een Amerikaanse zwemmer. Hij vertegenwoordigde zijn vaderland op de Olympische Zomerspelen 2012 in Londen en op de Olympische Zomerspelen 2016 in Rio de Janeiro (stad).

## Carrière
Tijdens de US Olympic trials 2012 in Omaha eindigde Feigen als vijfde op de 100 meter vrije slag en kwalificeerde zich door deze prestatie voor de Olympische Zomerspelen van 2012 in Londen als lid van de estafetteploeg op de 4x100 meter vrije slag. In Londen zwom hij samen met Matt Grevers, Ricky Berens en Jason Lezak in de series van de 4x100 meter vrije slag, in de finale veroverden Nathan Adrian, Michael Phelps, Cullen Jones en Ryan Lochte de zilveren medaille. Voor zijn inspanningen in de series werd Feigen beloond met de zilveren medaille. Op de wereldkampioenschappen kortebaanzwemmen 2012 in Istanboel eindigde hij als zesde op de 100 meter vrije slag, op de 4x100 meter vrije slag sleepte hij samen met Anthony Ervin, Ryan Lochte en Matt Grevers de wereldtitel in de wacht.
In Barcelona nam Feigen deel aan de wereldkampioenschappen zwemmen 2013. Op dit toernooi behaalde hij de zilveren medaille op de 100 meter vrije slag. Op de 4x100 meter vrije slag veroverde hij samen met Ryan Lochte, Anthony Ervin en Nathan Adrian de zilveren medaille, achter het Franse viertal.
Tijdens de Pan-Pacifische kampioenschappen zwemmen 2014 in Gold Coast eindigde de Amerikaan als negende op de 50 meter vrije slag, daarnaast strandde hij in de series van de 100 meter vrije slag. Op de wereldkampioenschappen kortebaanzwemmen 2014 in Doha werd hij uitgeschakeld in de halve finales van zowel de 50 als de 100 meter vrije slag. Samen met Josh Schneider, Thomas Shields en Ryan Lochte sleepte hij de zilveren medaille in de wacht op de 4x50 meter vrije slag, op de 4x100 meter vrije slag legde hij samen met Matt Grevers, Ryan Lochte en Thomas Shields beslag op de bronzen medaille. Samen met Eugene Godsoe, Brad Craig en Darian Townsend zwom hij in de series van de 4x100 meter wisselslag, in de finales behaalden Matt Grevers, Cody Miller, Thomas Shields en Ryan Lochte de zilveren medaille. Voor zijn aandeel in de series ontving Feigen eveneens de zilveren medaille.
In Kazan nam Feigen deel aan de wereldkampioenschappen zwemmen 2015. Op dit toernooi strandde hij in de series van de 100 meter vrije slag, op de 4x100 meter vrije slag werd hij samen met Anthony Ervin, Matt Grevers en Conor Dwyer uitgeschakeld in de series.
Tijdens de Olympische Zomerspelen van 2016 in zwom hij samen met Ryan Held, Blake Pieroni en Anthony Ervin in de series van de 4x100 meter vrije slag, in de finale werd Held samen met Caeleb Dressel, Michael Phelps en Nathan Adrian olympisch kampioen. Voor zijn aandeel in de series ontving Feigen eveneens de gouden medaille.

## Internationale toernooien
| Jaar | Olympische Spelen                               | WK langebaan                                                | WK kortebaan | PanPacs                                 |
| ---- | ----------------------------------------------- | ----------------------------------------------------------- | --- | --------------------------------------- |
| 2012 | 4x100m vrije slag · Feigen zwom enkel de series |                                                             | 6e 100m vrije slag · 4x100m vrije slag                                                                                              |                                         |
| 2013 |                                                 | 100m vrije slag · 4x100m vrije slag · DSQ 4x100m wisselslag | |                                         |
| 2014 |                                                 |                                                             | 11e 50m vrije slag · 12e 100m vrije slag · 4x50m vrije slag · 4x100m vrije slag · 4x100m wisselslag · Feigen zwom enkel de series · | 9e 50m vrije slag serie 100m vrije slag |
| 2015 |                                                 | 20e 100m vrije slag 11e 4x100m vrije slag                   | |                                         |
| 2016 | 4x100m vrije slag · Feigen zwom enkel de series |                                                             | geen deelname |                                         |

## Persoonlijke records
Kortebaan
| Afstand         | Tijd  | Datum            | Plaats    |
| --------------- | ----- | ---------------- | --------- |
| 50m vrije slag  | 21,20 | 21 december 2013 | Glasgow   |
| 100m vrije slag | 47,11 | 16 december 2012 | Istanboel |

Langebaan
| Afstand         | Tijd  | Datum           | Plaats       |
| --------------- | ----- | --------------- | ------------ |
| 50m vrije slag  | 21,77 | 9 juli 2009     | Indianapolis |
| 100m vrije slag | 47,82 | 1 augustus 2013 | Barcelona    |